# 무카이 히나타
무카이 히나타(일본어: 向井 ひな太, 2001년 12월 27일~)는 일본의 축구 선수이다.

## 구단 경력
그는 2024년 J3리그의 아술 클라로 누마즈에 입단했다.